# Kanal D
Kanal D (en español, Canal D) es un canal de televisión abierta turco, propiedad de Demirören. Fue lanzado el 16 de septiembre de 1993.

## Historia
Es fundada por Ayhan Şahenk y Aydın Doğan el 16 de septiembre de 1993, comenzando a emitir en señal de prueba. Es lanzada oficialmente el 19 de diciembre de 1993. Las acciones del canal fue confiada a Doğan el 16 de octubre de 1994. 
En 2004, comenzó a realizar transmisiones digitales, así como la emisión analógica. En Turquía, Kanal D cuenta con una señal en alta definición (HD) transmitido en el primer canal de la televisión nacional. Kanal D publicó muchos programas que se pueden ver en la señal de alta definición del canal.
Fue el cuarto canal de televisión privada en Turquía (después de Star TV, Show TV y ATV). Con su programación de calidad, sigue siendo uno de los canales más vistos en Turquía y comparte su posición de liderazgo con Show TV y ATV.
Kanal D tiene el primer canal de alta definición en Turquía, Kanal D HD, lanzado el 1 de septiembre de 2008. A partir de 2009, consigue el título de la cadena más vista en Turquía, título que estaba denominado desde 2005.
Kanal D hizo su logo tridimensional el 21 de abril de 2011, y el tierra azul en el medio del logo se convirtió en una esfera giratoria. Desde mayo de 2013, las series de Kanal D se representan en voz para el público invidente por medio de engelsiz.kanald.com.tr, que contó con lenguaje de señas para sordos. También se apoyó con subtítulos. Desde el 1 de julio de 2013 transmite su programación con el formato de imagen 16:9.
El texto 'KANAL D' no aparece en su transmisión turca. Sólo la sección de tierra azul del logotipo se muestra en los comerciales. En el 3 de septiembre de 2018, Kanal D volvió a cambiar su logo.

## Difusión internacional
Kanal D también dirige un canal internacional con sede en Alemania, Euro D, como la rama principal fuera de Turquía. El 18 de febrero de 2007, Kanal D lanza en Rumania un canal de televisión con el mismo nombre. Kanal D se transmite vía satélite a 27 países.

## Identificativos
El texto 'KANAL D' no se muestra en su difusión turca; Sólo se muestra la sección de tierra azul del logotipo en todas las secciones comerciales. El logotipo actual del canal consta de un esfera azul tridimensional en el centro de una arco color plateado para simbolizar una "D" en rotación.